# L'Été rouge
L'Été rouge est une mini-série française en 5 épisodes de 105 minutes, écrite par Alexis Lecaye et Dominique Lancelot, réalisée par Gérard Marx et diffusée du 26 juin au 24 juillet 2002 sur TF1.

## Synopsis
Hélène de Graf, riche héritière, est retrouvée morte dans sa demeure en Savoie, sur les bords du Lac du Bourget. Thomas, son amant, est accusé car il lui a rendu visite peu avant qu'elle ne soit découverte morte. Il va passer treize ans en prison. À sa sortie, il n'a qu'une envie : démasquer le véritable meurtrier.
Commence alors pour lui une véritable chasse à l'homme et pour nous le mystère : qui a tué Hélène ?
Thomas peut compter sur sa sœur et son mari un éminent médecin de la région qui a toujours cru en son innocence mais aussi sur son meilleur ami qui n'est autre que son codétenu de prison.
Mais alors, qui a tué Hélène de Graf et surtout pourquoi ? Tout son entourage est alors suspecté, à commencer par son mari Alex, sa nouvelle femme Paola ou encore le directeur du casino, Gilles Delprat.
Au fil des épisodes d'autres drames se nouent, comme le meurtre d'Alex de Graf, le mari d'Hélène. Mais aussi la découverte du corps du notaire d'Hélène qui a été tué le même jour qu'elle dans une avalanche déclenchée volontairement. Tout au long de la saga, le sort s'acharne contre Croze puisqu'il était avec Alex De Graf juste avant son assassinat. Il est donc encore une fois soupçonné de meurtre. Mais pendant son interrogatoire au poste de police, il réussit à s'enfuir grâce à la complicité du journaliste David Brenner.

## Distribution
| - Georges Corraface : Thomas Croze - Erick Warin : Gendarme secouriste Hélicoptère - Guy Marchand : Capt. Martin Le Brec - Charlotte Kady : Mélanie Croze-Lacroix - Aladin Reibel : Julien Lacroix - Natacha Lindinger : Hélène De Graf - Agathe de La Boulaye : Valérie Beaulieu appelé "Val" - François-Eric Gendron : Alex De Graf - Valeria Cavalli : Paola Rinaldi-De Graf - Lucie Jeanne : Audrey De Graf - Ashley Sawdaye : Christophe - Thomas Jouannet : David Brenner - Jacques Spiesser : Robert Lantier - Valérie Leboutte : Marion Ducleau - Guilhem Pellegrin : Procureur Gauthier - Babsie Steger : Linda Porter - Nicolas Navazo : Gilles Delprat - Fabrice Bagni : Lt. Lagarde - Olivia Lancelot : Lt. Caroline Maillas - Jean-Michel Tinivelli : Ludo Farkas - Hubert Saint-Macary : Gévaudan - Franck Adrien : Journaliste interview - Gilles Bellomi : Jeune lieutenant - Daniel Berlioux : Avocat - Marie Blanche | - Alain Blazquez : Agent du Trésor - Irka Bochenko : L'interne - Sandrine Caron : Catherine Renoux - Odile Castel : Séverine Perrot - Antonio Cauchois : Avocat Gévaudan - Gérard Chaillou : Commissaire Maignal - Jacques Chambon : Médecin-légiste - Alain Chapuis : Insp. Bordier - Marie-Blanche Chapuis : Marlène - Bernard Cupillard : Maire - Julie Daubié : Agnès - Nathela Davricewy : Infirmière mère de Julien - Enguerran Demeulenaere : David Brenner (10 ans) - Thomas Derichebourg : Paul - Dora Doll : mère de Julien Lacroix - Marie Favasuli : Veneuse - John Fernie : Physionomiste - Serge Feuillard : Procureur - Jérôme Fonlupt : Gendarme - David Gabison : Moreau - Martine Gautier : Brigitte - Valérie Gil : Fliquette suivi Mélanie - Alain Guillo : Interne clinique | - Maud Haeuw : Sosie Hélène - Danielle Holguin : Brigitte - Gunilla Karlzen : Mathilde Forciaz - Marc Larebrière : Père David Brenner - Catherine Lefroid : Femme scierie - Roch Leibovici : Bastien Perrot - Marie Loboda : Audrey De Graf (10 ans) - Marité : Dame magasin radio-télé - Philippe Maymat : Vincent - Didier Menin : Brissaud - Françoise Michaud : Médecin famille De Graf - Miglen Mirtchev : Fred Massin - Yves Nadot : Roger - Laurence Oltuski : Fliquette - Fannie Paitel : Alice - Fedele Papalia : Standardiste de nuit - Olivier Parenty : Guy - Michèle Pedrini : Directrice des thermes - Candice Perrin : Jeune femme agent | - Pierre-Marc Perrussel : Jardinier - Hervé Petit : Médecin légiste - Stéphanie Rebato : Infirmière réanimation - Francis Rignault : Ebéniste - Jordan Santoul : Henri Croze - Nathalie Texier : Femme pédalos - Nicolas Ullman : Maurice Lacombe - Fred Ulysse : Félix Croze - Jean-Claude Varlet : Homme passage Paola - Marie-Claude Vermorel : Juge - Dominique Vovk : Médecin secouriste |

## Lieux de tournage
- A Aix-les-Bains :
  - Au Casino Grand-Cercle
  - Aux Thermes d'Aix-les-Bains

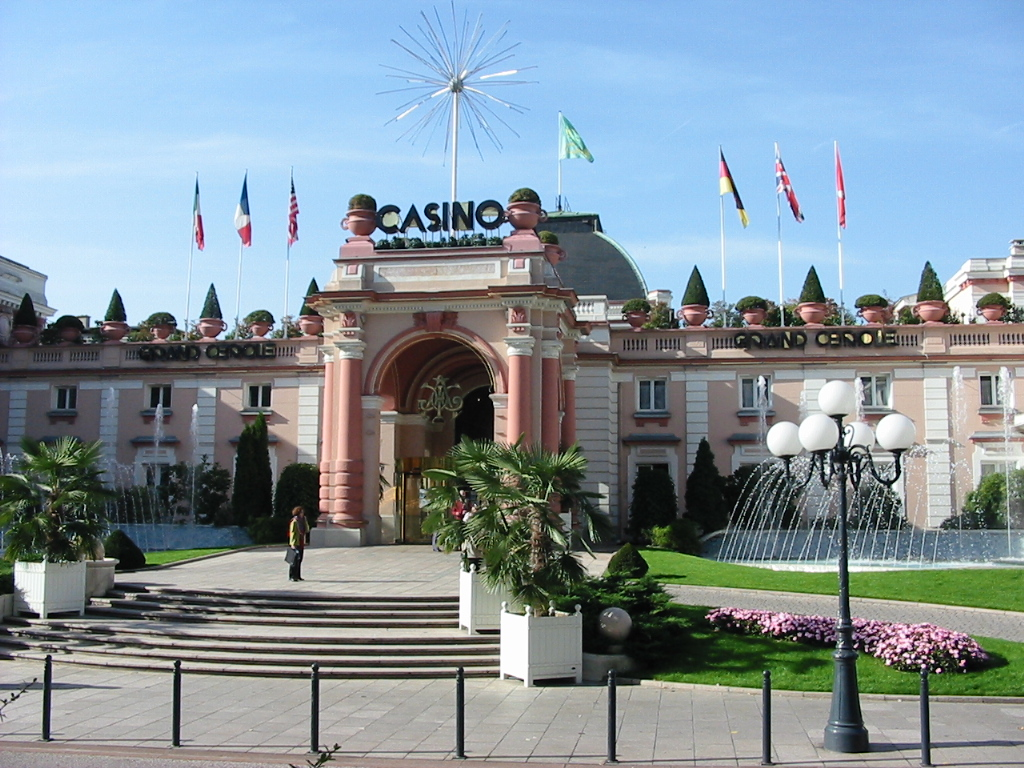
Le Casino Grand Cercle, d'Aix les Bains

  - A la mairie, et dans différents bâtiments et hôtels de la ville
- A l'aéroport de Chambéry - Savoie-Mont-Blanc
- A l'altiport de Megève
- A La Chapelle-du-Mont-du-Chat :
  - A proximité de l'église et du presbytère
- A Menthon-Saint-Bernard
  - Au Palace de Menthon
- Sur les bords du Lac du Bourget

## Commentaires
Première saga de l'été dans un registre policier, L'Été rouge a fédéré des millions de spectateurs pendant cinq semaines. 
Georges Corraface rempile ici dans sa troisième saga, après Le Château des oliviers et Tramontane accompagné par François-Eric Gendron et Charlotte Kady. TF1 poursuivra dans la saga policière en 2004 avec Zodiaque avec notamment Valérie Leboutte, Valéria Cavalli et Jacques Spiesser.
À sa diffusion, cette saga a intéressé en moyenne 9 millions de spectateurs chaque mercredi soir.